# Даме (Холштајн)
Даме (њем. Dahme) општина је у њемачкој савезној држави Шлезвиг-Холштајн. Једно је од 36 општинских средишта округа Остхолштајн. Према процјени из 2010. у општини је живјело 1.209 становника. Посједује регионалну шифру (AGS) 1055010.

## Географски и демографски подаци
Даме се налази у савезној држави Шлезвиг-Холштајн у округу Остхолштајн. Општина се налази на надморској висини од 1 метара. Површина општине износи 9,1 km². У самом мјесту је, према процјени из 2010. године, живјело 1.209 становника. Просјечна густина становништва износи 133 становника/km².